# بطولة الاتحاد الدولي للسيارات -فورمولا 3- موسم 2022
بطولة FIA Formula 3 هي بطولة موسم 2022 لسباق السيارات الفورميلا 3 التي أقرها الاتحاد الدولي للسيارات (FIA). البطولة هي الموسم الثالث عشر من سباقات الفورمولا 3 والموسم الرابع يجري تحت لقب بطولة FIA Formula 3 . وهي من فئة سباقات ذات العجلات المفتوحة وتُعد بمثابة المستوى الثالث لسباقات الفورمولا في مسار FIA Global Pathway . يتم تشغيل هذه الفئة لدعم جولات مختارة من بطولة العالم للفورمولا 1 لعام 2022 . وبما أن البطولة عبارة عن سلسلة مواصفات ، فإن جميع الفرق والسائقين الذين يتنافسون في البطولة يديرون نفس السيارة: Dallara F3 2019 . بالنسبة لموسم 2022 ، كان من المقرر تقديم هيكل جديد ، لكن هذا التغيير توقف بسبب تدابير خفض التكاليف المفروضة بسبب وباء COVID-19 .
دخل ترايدنت البطولة كبطل سابق ، بعد أن حصل على لقبه في الجولة الأخيرة من موسم 2021.

## المشاركات
في الجدول أدناه مدرج أسماء الفرق والسائقين المتعاقدون للتنافس في بطولة 2022. نظرًا لأن البطولة عبارة عن سلسلة من المواصفات ، تتنافس جميع الفرق مع هياكل دالارا فورمولا 3 2019 متطابقة ومركبات الإطارات التي طورتها بيريللي. يتم تشغيل كل سيارة بواسطة 3.4 لتر (207 بوصة3) محرك V6 بسحب الهواء الطبيعي تم تطويره بواسطة ميكاكروم .

### التعديلات في الفرق المشاركة
انضم فريق آميرزفورت إلى البطولة بعد شراء أصول شركة HWA Racelab في أكتوبر 2021.

### التعديلات في السائقين المشاركين
شهد بطل فريق 2021 ترايدنت تخرّج اثنين من سائقيها إلى الفورمولا 2، وهما جاك دوهان وكليمان نوفالاك واللذان وقعا مع Virtuosi Racing و MP Motorsport على التوالي. تم استبدالهم بـ ردبول جونيور جوني إدغار ، الذي انتقل من كارلين بعد تحقيقه المركز 18 في موسم 2021 ، وبطل 2019 البريطاني F4 زين مالوني ، الذي جاء في المركز الرابع في بطولة أوروبا الإقليمية للفورمولا 2021 . انتقل ديفيد شوماخر إلى DTM وحل محله رومان ستانيك ، وعاد للسنة الثالثة للمشاركة بعد القيادة مع Hitech Grand Prix في عام 2021.
غادر دينيس هوغر لاعب بريما ريسينغ الفورمولا 3 بعد فوزه بالبطولة عام 2021 وانضم إلى الفورمولا 2 مع فريقه. وشغل مقعده شركة أداك المدعومة بفيراري وبطل فورمولا 4 الإيطالي أوليفر بيرمان . إلى جانبه ، وقع بريما مع جاك كروفورد ، وانتقل من جائزة هايتك الكبرى ليحل محل أولي كالدويل ، الذي صعد إلى الفورمولا 2 مع كامبوس راسينغ .
قامت بطولة آرت جراند بري أيضًا بترقية سائق واحد إلى رتبة أعلى ، مع تخرج فريدريك فيستي إلى فريق الفورمولا 2. ترك زميله في الفريق ألكسندر سموليار الفريق وحل محله بطل أوروبا الإقليمي للفورمولا جريجوار سوسي . وشغل مقعد فيستي من قبل فيكتور مارتينز ، الذي انتقل من MP Motorsport لموسمه الثاني.
وقع MP Motorsport وصيف BRDC البريطاني للفورمولا 3 لعام 2020 كوش مايني ليحل محل Tijmen van der Helm ، الذي انتقل إلى سباقات التحمل بدوام كامل. انضم ألكسندر سموليار إلى مايني، الذي انتقل من سباق الجائزة الكبرى للفنون الجميلة إلى عامه الثالث في السلسلة ، حيث تبادل الفرق مع فيكتور مارتينز .
اصطف نظام Charouz Racing System مع László Tóth ، منتقلًا من Campos Racing ، الذي جاء معه في المركز 32 في عام 2021. استبدل لوجان سارجينت ، الذي سينافس كارلين في الفورمولا 2. شارك Tóth من قبل Francesco Pizzi ، وتخرج من بطولة أوروبا الإقليمية للفورمولا ، حيث جاء في المركز 20 في عام 2021 ، ووصيف بطولة GB3 ، آيرتون سيمونز ، الذي تنافس بالفعل مع الفريق في نهائي موسم 2021. حلوا محل Hunter Yeany ، الذي غادر إلى Campos Racing و Zdeněk Chovanec .
تخرج سائق Hitech Grand Prix Ayumu Iwasa أيضًا إلى Formula 2 بعد التوقيع على DAMS . وكان بديله الجديد ريد بُل جونيور إيزاك حجار ، صاحب المركز الخامس في بطولة فورمولا الإقليمية الأوروبية. كما ترك جاك كروفورد ورومان ستانيك الفريق لينضم إلى بريما ريسينغ وترايدنت على التوالي. تم استبدالهم من قبل Kaylen Frederick ، انتقل من كارلين ، وناظم أزمان ، وتخرج من Euroformula Open.
أرسل Campos Racing تشكيلة جديدة تمامًا من السائقين حيث انتقل László Tóth إلى Charouz Racing System ، وانضم Amaury Cordeel إلى فريق Van Amersfoort Racing الجديد في Formula 2 وغادر Lorenzo Colombo السلسلة بعد عام واحد للتنافس في برنامج WEC الخاص بريما . استأجر الفريق بيبي مارتي ، الذي تسابق مع فريق كامبوس الإسباني F4 في عام 2021. كان في شراكة مع Hunter Yeany ، الذي تحول من Charouz Racing System ، و David Vidales ، الذي انضم إلى السلسلة بعد أن احتل المركز العاشر في بطولة أوروبا الإقليمية للفورمولا.
وقع سائقو Jenzer Motorsport كالان ويليامز وفيليب أوجران مع ترايدنت في الفورمولا 2 وفان أميرزفورت ريسينغ في بطولة يوروفورمولا المفتوحة على التوالي. تم استبدال ويليامز بسائق كارلين السابق ايدو كوهين . وقع الفريق أيضًا على منصة التتويج في بطولة أوروبا الإقليمية للفورمولا وليام ألاتالو ، وأعلن لاحقًا عودة نيكو كاري إلى السلسلة للجولة الأولى من الموسم.
رأى كارلين سائقيهم الثلاثة جوني إدغار وكايلين فريدريك وإيدو كوهين ينتقلون إلى ترايدنت ، هايتك وجينزر ، على التوالي. قام الفريق بترقية بطل GB3 وصغير ويليامز الجديد زاك أوسوليفان من قسم GB3 ، وبراد بينافيدس وبطل الإمارات 2021 F4 Enzo Trulli من فريق Euroformula Open.
وقع Van Amersfoort Racing مع Rafael Villagómez ، لينضم مجددًا إلى الفريق بعد التسابق لصالحهم في بطولة Euroformula Open و HWA Racelab في Formula 3 في عام 2021 ، بالإضافة إلى الناشئين Franco Colapinto ، الفائز بالسباق في بطولة Formula الإقليمية الأوروبية وسلسلة Le Mans الأوروبية ، وريس أوشيجيما الذي جاء في المركز الرابع في بطولة GB3.

#### التغييرات في منتصف الموسم
حدثت تغييرات متعددة للسائقين للجولة الثانية في حلبة إيمولا . انسحب سائق ترايدنت جوني إدغار من البطولة بعد تشخيص إصابته بمرض كرون وتم استبداله بسائق HWA Racelab السابق أوليفر راسموسن . عاد Federico Malvestiti إلى البطولة بعد غياب لمدة عام ، ليحل محل Niko Kari في Jenzer Motorsport. أخلى أيرتون سيمونز سائق Charouz Racing System مقعده وحل محله ديفيد شوماخر ، الذي سبق له أن شارك مع الفريق في عام 2020 . أدخل ART Grand Prix سيارتين فقط في إيمولا ، حيث أُجبر خوان مانويل كوريا على التغيب عن الحدث بسبب إصابة في القدم.

## تقويم السباق
تم الإعلان عن تقويم مؤقت من تسع جولات في 15 أكتوبر 2021:
| الجولة  | الحلبة                                                      | السباق السريع | السباق المميز |
| ------- | ----------------------------------------------------------- | ------------- | ------------- |
| 1       | </img> حلبة البحرين الدولية ، الصخير                        | 19 مارس       | 20 مارس       |
| 2       | </img> حلبة إيمولا ، إيمولا                                 | 23 أبريل      | 24 أبريل      |
| 3       | حلبة دي كاتلونيا، مونتميلو</img> حلبة دي كاتلونيا، مونتميلو | 21 مايو       | 22 مايو       |
| 4       | </img> حلبة سيلفرستون ، سيلفرستون                           | 2 يوليو       | 3 يوليو       |
| 5       | </img> ريد بول رينج ، سبيلبرغ                               | 9 يوليو       | 10 يوليو      |
| 6       | </img> Hungaroring ، Mogyoród                               | 30 يوليو      | 31 يوليو      |
| 7       | </img> حلبة سبا فرانكورشان ، ستافيلوت                       | 27 أغسطس      | 28 أغسطس      |
| 8       | </img> حلبة زاندفورت ، زاندفورت                             | 3 سبتمبر      | 4 سبتمبر      |
| 9       | </img> أوتودرومو ناسيونالي دي مونزا ، مونزا                 | 10 September  | 11 September  |
| المصدر: |                                                             |               |               |

### التغييرات في التقويم
بعد تغيير تنسيق عطلة نهاية الأسبوع إلى ثلاثة سباقات في نهاية الأسبوع في عام 2021 ، تم إرجاع التنسيق مرة أخرى إلى المزيد من عطلات نهاية الأسبوع للسباق مع سباقين لكل منهما في عام 2022. كما هو الحال في Formula 2 ، تتميز عطلات نهاية الأسبوع بالسباق بسباق العدو وسباق ميزة ، مع كون الأخير أطول ويستحق المزيد من النقاط.
- ظهرت حلبة البحرين الدولية على التقويم لأول مرة باعتبارها افتتاح الموسم.
- ستظهر حلبة إيمولا أيضًا في التقويم لأول مرة.
- ستعود الجولات في سيلفرستون ومونزا بعد عدم مشاركتها في موسم 2021.
- لن تظهر الجولات في Paul Ricard وSochi في التقويم بعد ظهورها في عام 2021.

## التغييرات في اللوائح

### التغييرات الرياضية
أعيد تنسيق عطلة نهاية الأسبوع للسباق إلى تنسيق مماثل للمواسم قبل عام 2021. يوم السبت، يقام سباق واحد فقط، مع استمرار تشكيل الشبكة عن طريق عكس أفضل 12 سائقًا من التأهل، بينما يبدأ سباق الأحد بترتيب التأهل.
البطولة لديها تنسيق التهديف المعاد تشكيلها. تم قطع كل من نقاط المركز الأول وأسرع لفة إلى النصف؛ تمنح الآن نقطتين للانطلاق، ونقطة واحدة لأسرع لفة في كل سباق. تم تغيير نقاط سباق العدو بشكل كبير، حيث تم منح 10 نقاط للفائز، و 9 نقاط للمركز الثاني، ثم 8 نقاط للمركز الثالث، وتراجع إلى نقطة واحدة للمركز العاشر. تم تطبيق هذه التغييرات أيضًا على سلسلة المغذيات الأخرى للفورمولا 1 ، بطولة FIA Formula 2 .

## تقرير الموسم

### الجولة الأولى: البحرين
بدأ الموسم في حلبة البحرين الدولية حيث سجل الوافدون الجدد فان أميرسفورت ريسينغ والسائق الصاعد فرانكو كولابينتو أسرع وقت في أول جلسة تصفيات في فورمولا 3 ، حيث احتلوا المركز الأول في سباق الميزات. بدأ زاك أوسوليفان سباق العدو على مركز الانطلاق في الشبكة العكسية بعد التأهل الثاني عشر ، لكن أوليفر بيرمان تجاوزه في اللفات المبكرة وتراجع في النهاية إلى المركز السادس. عبر بيرمان خط النهاية أولاً لكنه تلقى ركلة جزاء مدتها خمس ثوانٍ لانتهاك حدود المسار، مما منح إيزاك حجار فوز السباق.
احتل Pole-sitter Colapinto الصدارة في معظم سباقات الميزات ولكن تم تجاوزه من قبل فيكتور مارتينز وآرثر لوكليرك ، الذي بدأ في المركز الثالث عشر. في وقت لاحق ، أسقطت عقوبة زمنية لحدود المسار كولابينتو إلى المركز الخامس. جعله فوز مارتينز في صدارة ترتيب بطولة السائقين في نهاية الجولة الأولى بفارق نقطة واحدة عن لوكلير.

### الجولة الثانية: إيطاليا (إيمولا)
حدد زين مالوني أسرع وقت في التصفيات على حلبة إيمولا وبدأ فرانكو كولابينتو سباق العدو من المركز الأول. تم تمرير Colapinto من قبل Caio Collet في وقت مبكر من سباق العدو ، والذي انقطع بفترتين من سيارات الأمان ؛ أولاً عندما سقط زاك أوسوليفان وبيبي مارتي في الحصى وثانيًا لتصادم بين ريس أوشيجيما وفيدريكو مالفستيتي . استعاد كولابينتو الصدارة من كوليت في اللفة الأخيرة قبل وقت قصير من تصادم كوليت وإيزاك هادجار الذي قضى على كوليت من السباق. عبر كولابينتو خط النهاية ليحقق فوزه الأول وفريقه بسباق FIA Formula 3.
بدأ السباق المميز في ظروف رطبة. كان للسائقين الذين اختاروا بدء استخدام إطارات الطقس الرطب ميزة مبكرة وتغلب كايو كوليت على ثماني سيارات في اللفة الأولى ليحصد الصدارة من زان مالوني الذي كان يلعب في المركز الأول. أعقبت فترة سلامة السيارة بعد غزل فرانشيسكو بيزي ، مما دفع كوليت إلى التنقيب عن الإطارات الملساء وإسقاط الطلب. بيبي مارتي ، الذي بدأ في المركز الرابع والعشرين ، ظل على إطارات مبللة وتجاوز مالوني في الصدارة ، لكنه سرعان ما بدأ في الحصول على إطارات ملساء حيث تم نشر سيارة الأمان بعد تحطم براد بينافيدس . مع استئناف السباق ، قام مالوني بتدوير السيارة وإيقافها ، مما سمح لرومان ستانيك في المقدمة. سرعان ما تجاوز أوليفر بيرمان ستانوك قبل أن يتم نشر سيارة الأمان للمرة الثالثة لاستعادة سيارة مالوني. استعاد ستانيك الصدارة قبل جولتين متبقيتين ، في حين تم إخراج بيرمان وجريجوار سوسي من المنافسة على منصة التتويج بعد اصطدامهما في الزاوية الأخيرة من اللفة الأخيرة. كان انتصار ستانوك هو الأول له في FIA Formula 3. في نهاية الجولة ، بقي فيكتور مارتينز في صدارة البطولة ، متساويًا في النقاط مع آرثر لوكليرك.

### الجولة الثالثة: أسبانيا
حصل رومان ستانيك على مركز الصدارة في التصفيات على حلبة برشلونة - كاتالونيا ، وبدأ ديفيد فيداليس سباق العدو السريع من أول المنطلقين وتولى الصدارة في البداية. انضم جاك كروفورد تدريجيًا إلى فيداليس بعد تجاوزه خوان مانويل كوريا ، لكنه تراجع بعد فشل محاولته في التجاوز. ذهب Vidales ليسجل فوزه الأول في سباق FIA Formula 3. تقاعد قائد البطولة فيكتور مارتينز من السباق بسبب مشاكل ميكانيكية ، مما سمح لأرثر لوكليرك ، الذي احتل المركز الرابع ، بأخذ زمام المبادرة في الترتيب.
تولى مارتينز الصدارة في سباق الميزات من ستانيك الحاضنة في المنعطف الأول. توقف السباق بسيارتين أمان ، أولاً عندما اصطدم رافائيل فيلاجوميز وكوش مايني ، ومرة أخرى عندما تحطم براد بينافيدس. حافظ مارتينز على الصدارة ليحقق فوزه الثاني في السباق هذا الموسم متقدماً على ستانيك وإيساك حجار. واستعاد مارتينز المركز الأول في ترتيب السائقين بفارق ست نقاط عن ستانوك. وتراجع لوكلير المصنف الرابع عشر بعد حصوله على عقوبة لاصطدامه بفيداليس إلى المركز الخامس في البطولة.

## النتائج والترتيب

### ملخص الموسم
| الدورة | الدورة | الحلبة                              | المركز الأول            | أسرع لفة             | السائق الفائز          | الفريق الفائز                  |       |
| ------ | ------ | ----------------------------------- | ----------------------- | -------------------- | ---------------------- | ------------------------------ | ----- |
| 1      | س      | </img> حلبة البحرين الدولية         |                         | </img> زين مالوني    | </img>إيزاك حجار       | </img>جائزة هايتك الكبرى       | تقرير |
| 1      | F      | </img> حلبة البحرين الدولية         | </img> فرانكو كولابينتو | </img>رومان ستانيك   | </img>فيكتور مارتينز   | </img>سباق الجائزة الكبرى للفن | تقرير |
| 2      | س      | </img> حلبة إيمولا                  |                         | </img> أوليفر بيرمان | </img>فرانكو كولابينتو | </img> فان اميرزفورت ريسينغ    | تقرير |
| 2      | F      | </img> حلبة إيمولا                  | </img>زين مالوني        | </img>رومان ستانيك   | </img>رومان ستانيك     | </img>ترايدنت                  | تقرير |
| 3      | س      | </img> حلبة برشلونة - كاتالونيا     |                         | </img>جاك كروفورد    | </img>ديفيد فيداليس    | </img>سباق كامبوس              | تقرير |
| 3      | F      | </img> حلبة برشلونة - كاتالونيا     | </img>رومان ستانيك      | </img>فيكتور مارتينز | </img>فيكتور مارتينز   | </img>سباق الجائزة الكبرى للفن | تقرير |
| 4      | س      | </img> حلبة سيلفرستون               |                         |                      |                        |                                | تقرير |
| 4      | F      | </img> حلبة سيلفرستون               |                         |                      |                        |                                | تقرير |
| 5      | س      | </img> ريد بول الدائري              |                         |                      |                        |                                | تقرير |
| 5      | F      | </img> ريد بول الدائري              |                         |                      |                        |                                | تقرير |
| 6      | س      | </img> الجوع                        |                         |                      |                        |                                | تقرير |
| 6      | F      | </img> الجوع                        |                         |                      |                        |                                | تقرير |
| 7      | س      | </img> حلبة سبا فرانكورشان          |                         |                      |                        |                                | تقرير |
| 7      | F      | </img> حلبة سبا فرانكورشان          |                         |                      |                        |                                | تقرير |
| 8      | س      | </img> حلبة زاندفورت                |                         |                      |                        |                                | تقرير |
| 8      | F      | </img> حلبة زاندفورت                |                         |                      |                        |                                | تقرير |
| 9      | س      | </img> أوتودرومو ناسيونالي دي مونزا |                         |                      |                        |                                | تقرير |
| 9      | F      | </img> أوتودرومو ناسيونالي دي مونزا |                         |                      |                        |                                | تقرير |

### نظام التسجيل
يتم منح النقاط إلى أفضل عشرة متسابقين مصنفين في كلا السباقين. ويحصل حامل عمود السباق المميز أيضًا على أربع نقاط ، ويتم منح نقطة واحدة للسائق الذي يضع أسرع لفة داخل المراكز العشرة الأولى في كلا السباقين. لا يتم منح أي نقاط إضافية لمنصب سباق العدو السريع ، حيث يتم تعيين الشبكة الخاصة بذلك عن طريق عكس أفضل اثني عشر تصفيات.
نقاط السباق السريع
تُمنح النقاط لأفضل 10 متسابقين مصنفين. تُمنح نقطة واحدة للسائق الذي حقق أسرع لفة إذا حل في المراكز العشرة الأولى. لا يتم منح أسرع نقطة لفة إذا تم تعيينها من قبل السائق خارج أعلى 10.
| موقع | الأول | الثاني | الثالث | الرابعة | الخامس | السادس | السابع | الثامن | التاسع | العاشر | فلوريدا |
| نقاط | 10    | 9      | 8      | 7       | 6      | 5      | 4      | 3      | 2      | 1      | 1       |

نقاط السباق المميز
تُمنح النقاط إلى العشرة الأوائل المصنفين. تُمنح نقاط المكافأة للسائق والسائق الذي يضع أسرع لفة وينتهي في المراكز العشرة الأولى.
| الموقع | الأول | الثاني | الثالث | الرابعة | الخامس | السادس | السابع | الثامن | التاسع | العاشر | عمود | فلوريدا |
| نقاط   | 25    | 18     | 15     | 12      | 10     | 8      | 6      | 4      | 2      | 1      | 2    | 1       |

ملاحظات:
- لم ينهي السائقين المشاركين السباق ولكن تم تأهلهم بما أنهم أنهو 90% من مسافة السباق.